# Her Husbands
Her Husbands è un cortometraggio muto del 1914. Il nome del regista non viene riportato nei credit del film che, prodotto dalla Nestor di David Horsley, aveva come interpreti Eddie Lyons, Victoria Forde, Lee Moran, Harry L. Rattenberry e Stella Adams.

## Trama
La signora Smith chiede a un avvocato se lui ha un impiegato scapolo che lei possa far passare per suo marito. Il prescelto è Eddie che così, alla spiaggia, diventa l'accompagnatore della signora Smith. Lì, il giovane conosce la bella Victoria, una ragazza venuta in vacanza al mare insieme alla madre. Il giovanotto si innamora pazzamente di lei ma quando Victoria viene a sapere che lui è sposato, Eddie non riesce a convincerla del contrario, contraddetto anche dal registro dell'albergo dove lui appare registrato come il marito della signora Smith. Intanto il povero Eddie sta per essere colpito da una nuova minaccia, l'arrivo del vero signor Smith che, dopo aver scoperto che la moglie si trova lì insieme a un altro uomo, furibondo e geloso, ora ha tutte le intenzioni di ammazzare quello che egli crede sia l'amante della moglie. Eddie però lo vede e lo colpisce. Sarà salvato per intercessione della signora Smith. Quando Victoria viene finalmente a sapere tutta la verità, perdona il suo innamorato.

## Produzione
Il film fu prodotto dalla Nestor Film Company.

## Distribuzione
Distribuito dall'Universal Film Manufacturing Company, il film – un cortometraggio di una bobina – uscì nelle sale cinematografiche statunitensi il 1º maggio 1914.